# 圣老楞佐主教座堂 (佩鲁贾)

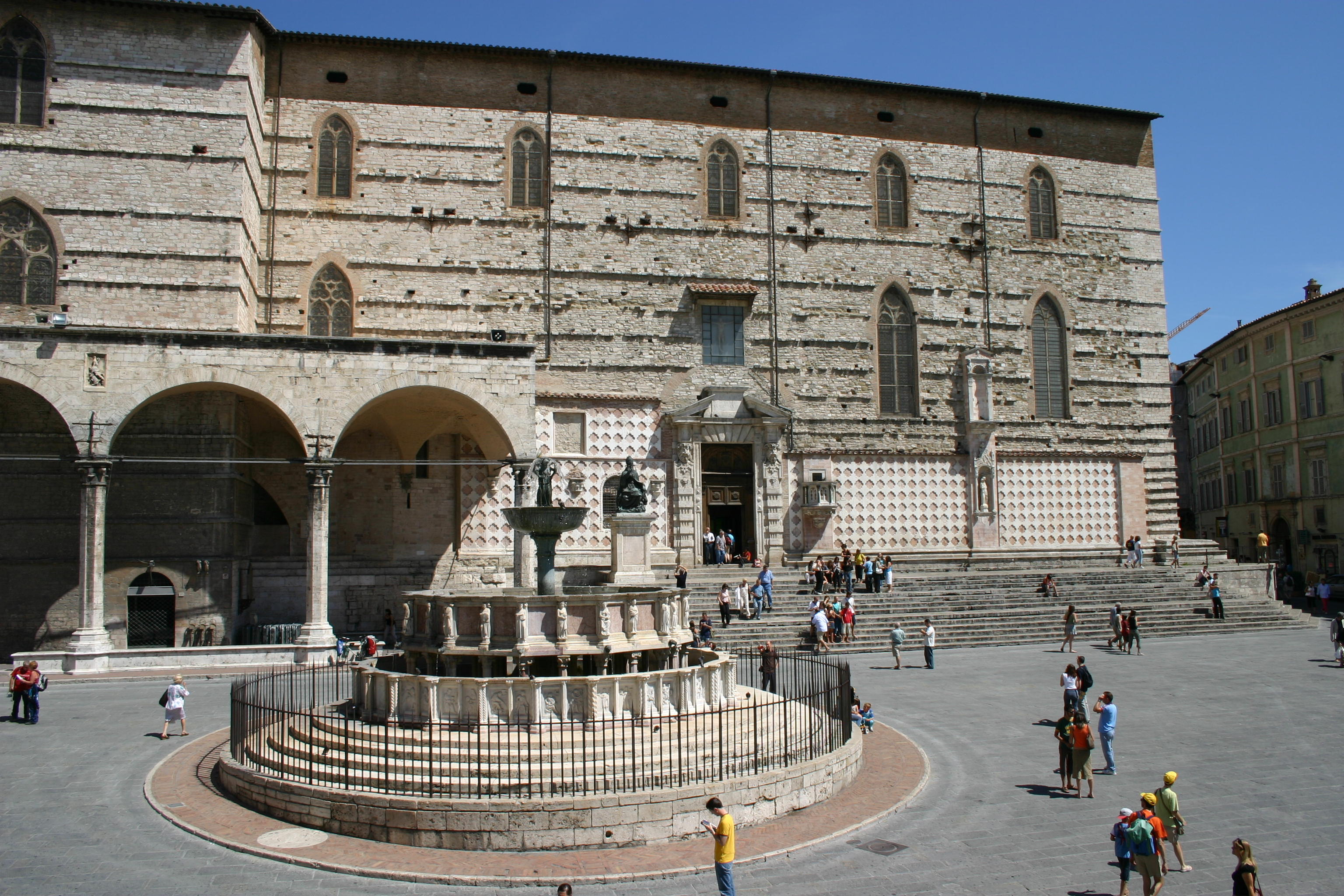
主教座堂侧面的布拉乔凉廊和大喷泉

佩鲁贾圣老楞佐主教座堂是天主教佩魯賈-皮耶韋城總教區的主教座堂，位于意大利中部翁布里亚大区首府佩鲁贾。
目前的主教座堂始建于1345年，完成于1490年。外部的白色和粉红色大理石装修始终未能完成。
佩鲁贾主教座堂非常特别，其侧面位于城市的主广场十一月四日广场（纪念1918年11月4日意大利与奥地利停战）上，对着大喷泉（Fontana Maggiore）和普廖里宫（Palazzo dei Priori）。这一侧有安德烈亚·弗泰布拉乔所建的布拉乔凉廊（Loggia di Braccio，1423）。正立面面对较小的但丁广场。